# Chiesa dei Santi Vito e Modesto (Travedona Monate)
La chiesa dei Santi Vito e Modesto è la parrocchiale di Travedona, frazione-capoluogo del comune sparso di Travedona Monate, in provincia di Varese e arcidiocesi di Milano; fa parte del decanato di Besozzo.

## Storia

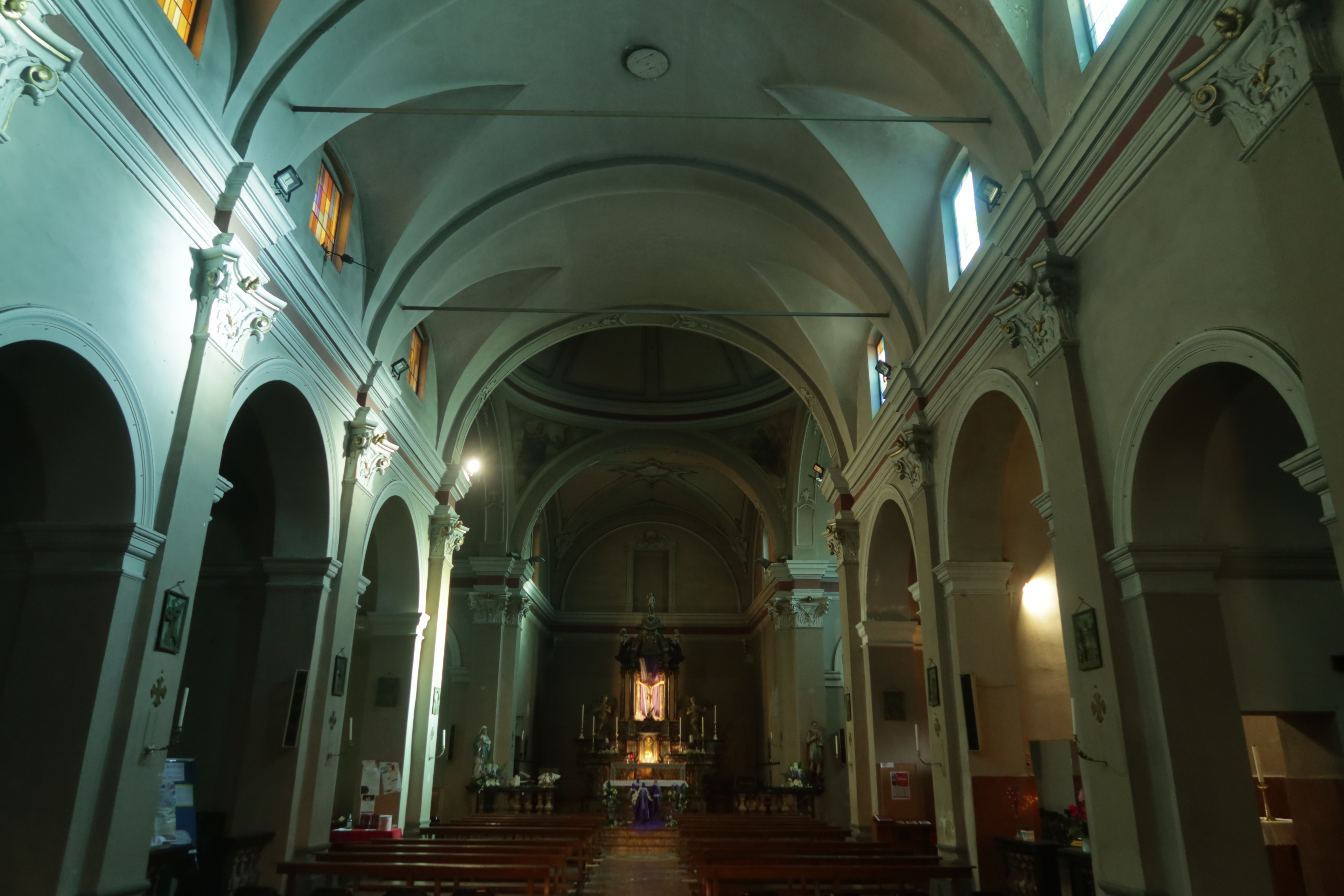
L'interno

L'esistenza di una cappella a Travedona è attestata già nel duecentesco Liber Notitiae Sanctorum Mediolani di Goffredo da Bussero e nella Notitia cleri del 1398, dalla quale si apprende che essa era filiale dalla pieve dei Santi Pietro e Paolo di Brebbia; quasi due secoli dopo, nel Liber seminarii mediolanensis del 1564, è definita come "rettoria", sempre dipendente dalla medesima pieve.
Nel 1569, come si apprende in una relazione stilata dal delegato arcivescovile Leonetto Chiavone, questo luogo di culto versava in pessime condizioni, tanto che nel 1574 l'arcivescovo di Milano Carlo Borromeo, durante la sua visita, definendolo indecoroso per il culto, ordinò che venissero eseguiti degli interventi di risistemazione.
Il rifacimento della chiesa fu iniziato nel Seicento, ma perché potesse definirsi concluso si dovette aspettare la metà del secolo successivo.
Negli atti relativi alla visita pastorale del 1748 dell'arcivescovo Giuseppe Pozzobonelli si legge che a servizio della cura d'anime vi erano il parroco, un cappellano e due altri sacerdoti beneficiari, che il numero dei fedeli era pari a 789 e che la parrocchiale, in cui avevano sede la confraternita del Santissimo Sacramento e il sodalizio del Santissimo Rosario, aveva come filiali gli oratori di Santa Maria ad Nives di Monate e della Beata Maria Vergine dolente.
Nel XIX secolo si procedette alla realizzazione della facciata; nel 1898 l'arcivescovo Andrea Carlo Ferrari, in occasione della sua prima visita, rilevò che i fedeli ammontavano a 2060 e che la parrocchiale, da cui dipendevano l'oratorio dell'Immacolata e la chiesa di Santa Maria della Neve, avevano sede la confraternita del Santissimo Sacramento, la Pia unione delle Figlie di Maria e le compagnie di San Luigi Gonzaga, dei Terziari francescani e dell'Apostolato della preghiera.
Nel 1930 prese avvio l'ampliamento del presbiterio, poi portato a termine nel 1933 con la consacrazione del nuovo altare maggiore da parte dell'arcivescovo Alfredo Ildefonso Schuster.
Tra il 1971 e il 1972, in seguito alla riorganizzazione territoriale dell'arcidiocesi voluta dall'arcivescovo Giovanni Colombo, la parrocchia confluì nel decanato di Besozzo, nato dalla trasformazione del precedente omonimo vicariato.
Negli anni ottanta si procedette all'esecuzione dell'adeguamento liturgico secondo le usanze postconciliari mediante l'aggiunta dell'altare rivolto verso l'assemblea.

## Descrizione

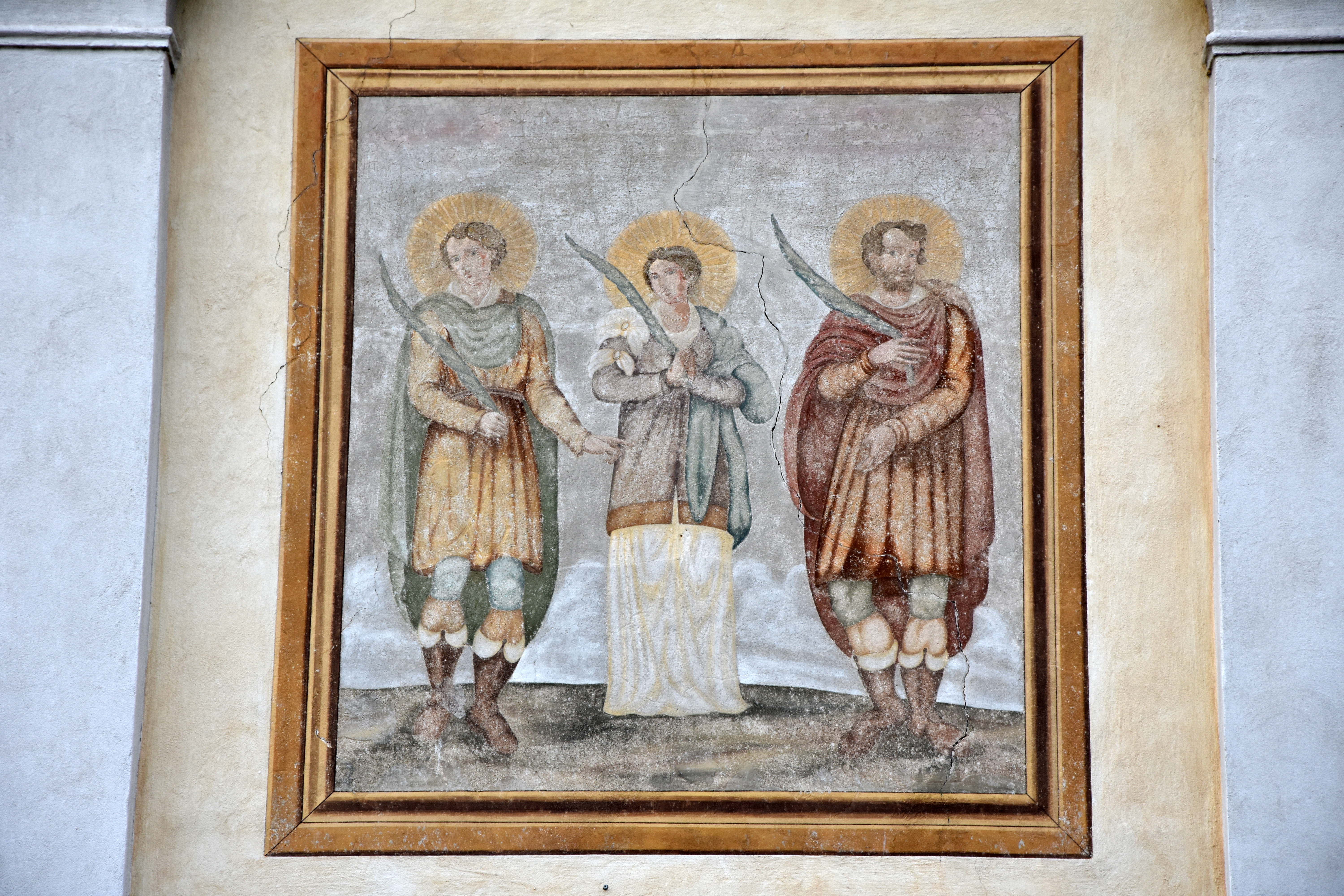
L'affresco sulla facciata

### Esterno
La facciata della chiesa, rivolta a sudovest, è suddivisa da una cornice marcapiano in due registri, entrambi scanditi da lesene con capitelli dorici: quello inferiore presenta centralmente il portale d'ingresso, sormontato da un affresco, mentre quello superiore è caratterizzato da una finta finestra ed è coronato dal timpano di forma triangolare.
Annesso alla parrocchiale è il campanile a base quadrata, abbellito da lesene angolari; la cella presenta una monofora a tutto sesto ed è coronata dalla guglia.

### Interno
L'interno dell'edificio, la cui pianta è a croce latina con transetto, si compone di tre navate, separate da pilastri sorreggenti degli archi a tutto sesto e scanditi da lesene d'ordine corinzio sopra le quali corre la trabeazione aggettante e modanata su cui si impostano le volte; al termine dell'aula si sviluppa il presbiterio, rialzato di alcuni gradini, ospitante l'altare maggiore e chiuso dall'abside piatta.